# NGC 354
NGC 354 je spirální galaxie s příčkou v souhvězdí Ryb. Její zdánlivá jasnost je 13,5m a úhlová velikost 0,8′ × 0,4′. Je vzdálená 214 milionů světelných let, průměr má 50 000 světelných let. Jedná se o Markarjanovu galaxii s výrazným zářením v oboru ultrafialového záření uvedenou v Markarjanově katalogu jako Mrk 353.
Galaxii objevil 24. října 1881 Édouard Stephan.